# Nymphargus oreonympha
Espèce
Synonymes
- Cochranella oreonympha Ruiz-Carranza & Lynch, 1991

Statut de conservation UICN

 LC  : Préoccupation mineure
Nymphargus oreonympha est une espèce d'amphibiens de la famille des Centrolenidae.

## Répartition
Cette espèce est endémique du département de Caquetá en Colombie. Elle se rencontre de 2 040 à 2 270 m d'altitude sur le versant Est de la cordillère Orientale.

## Description
Les mâles mesurent de 24,0 à 26,3 mm et les femelles jusqu'à 26,4 mm.

## Publication originale
- Ruiz-Carranza & Lynch, 1991 : Ranas Centrolenidae de Colombia IV. Nuevas especies de Cochranella  del grupo ocellata de la Cordillera Oriental. Lozania, vol. 60, p. 1-13.